# Bottanuco
Bottanuco är en ort och kommun i provinsen Bergamo i regionen Lombardiet i Italien. Kommunen hade 5 151 invånare (2018).